# Cúmulo de Antlia
El cúmulo de Antlia (o Abell S0636)  es un cúmulo de galaxias ubicado en el Supercúmulo Hidra-Centauro y es el tercero más cercano al Grupo Local después del cúmulo de Virgo y cúmulo de Fornax. Su distancia a la Tierra es de 132.1 años luz (40.5 pársecs) a 133.4 años luz (40.9 pársecs), y se encuentra en la constelación de Antlia. El cúmulo de Antlia no debe confundirse con la galaxia enana de Antlia. 
Está clasificado como un cúmulo raro de tipo III de Bautz-Morgan, lo que significa que no tiene en su centro una galaxia dominante más brillante. Sin embargo, está dominado por dos galaxias elípticas masivas, NGC 3268 y NGC 3258, y contiene un total de unas 234 galaxias. El cúmulo es muy denso en comparación con otros como los de Virgo y Fornax, por lo que contiene galaxias de tipo temprano y una porción mayor de elípticas enanas. Está dividido en dos grupos de galaxias, el subgrupo norte que gravita alrededor de NGC 3268 y el subgrupo sur centrado en NGC 3258. 
El cúmulo tiene un corrimiento al rojo general de 0,0087, lo que implica que, como la mayoría de los objetos del universo, se está alejando del grupo local. Las observaciones de rayos X hechas por el satélite científico ASCA, muestran que el cúmulo es casi isotérmico, con una temperatura media de 2,0 K.

## Lista de objetos con nombre en el cúmulo de Antlia
- NGC 3267
- NGC 3568
- NGC 3258
- NGC 3269
- NGC 3271
- NGC 3258A
- NGC 3258B
- NGC 3260
- NGC 3267
- NGC 3268
- NGC 3273

## Enlaces  externos
- Wikimedia Commons alberga una categoría multimedia sobre Cúmulo de Antlia.
- Esta obra contiene una traducción  derivada de «Antlia Cluster» de Wikipedia en inglés, concretamente de esta versión del 25 de septiembre de 2023, publicada por sus editores bajo la Licencia de documentación libre de GNU y la Licencia Creative Commons Atribución-CompartirIgual 4.0 Internacional.

- Datos: Q61187
- Multimedia: Antlia cluster / Q61187